# Solaris (film, 1972)
Solaris (rusko Солярис) je sovjetski znanstvenofantastični umetniški film iz leta 1972, ki temelji na istoimenskem romanu Stanisława Lema iz leta 1961. Režiral ga je Andrej Tarkovski in zanj napisal scenarij skupaj s Friedrichom Gorensteinem, v glavnih vlogah pa nastopata Donatas Banionis in Natalija Bondarčuk. Elektronsko glasbo je za film izvedel Edvard Artemjev, vsebuje tudi del Johanna Sebastiana Bacha. Zgodba prikazuje vesoljsko postajo v orbiti okrog izmišljenega planeta Solaris, katere znanstvena misija je zastala, ker je tričlanska posadka zapadla v čustveno krizo. Za oceno razmer in njihovo rešitev pripeljejo psihologa Krisa Kelvina (Banionis), toda tudi njega prizadene enak pojav. S filmom je poskušal Tarkovski v znanstvenofantastične filme vnesti več čustvene globine, ker je ocenjeval večino zahodnih del tega žanra za plitke, ker se osredotočajo le na tehnološke izume.
Film je bil premierno prikazan 13. maja 1972 na Filmskem festivalu v Cannesu, kjer je bil nominiran za zlato palmo, osvojil pa je veliko nagrado žirije in nagrado Mednarodnega združenja filmskih kritikov. V Sovjetski zvezi je bil premierno prikazan 5. februarja 1973 v moskovskem kinematografu Mir in skupno si ga je ogledalo 10,5 milijona gledalcev. Kritiki ga pogosto označujejo za enega najboljših znanstvenofantastičnih filmov v zgodovini. Nekatere zamisli iz filma je Tarkovski še dodatno razvil v kasnejšem filmu Stalker iz leta 1979.

## Vloge
- Donatas Banionis kot Kris Kelvin
  - Vladimir Zamanski kot Kelvinov glas
  - Raimundas Banionis kot mladi Kelvin
- Natalija Bondarčuk kot Hari
- Jüri Järvet kot dr. Snaut
  - Vladimir Tatosov kot Snautov glas
- Vladislav Dvoržecki kot Henri Berton
- Nikolaj Grinko kot Kelvinov oče
- Olga Barnet kot Kelvinova mati
- Anatolij Solonicin kot dr. Sartorius
- Sos Sargsjan kot dr. Gibarian
- Aleksander Mišarin kot komisar Šanahan
- Bagrat Oganesjan kot profesor Tarhe
- Tamara Ogorodnikova kot Anna
- Tatjana Malih kot Kelvinova nečakinja
- Vitalik Kerdimun kot Bertonov sin
- Julijan Semjonov kot predsednik konference
- Olga Kizilova kot dr. Gribarjan
- Georgij Tejh kot profesor Messenger